# Guyanische Badminton-Mannschaftsmeisterschaft
Guyanische Badminton-Mannschaftsmeisterschaften werden zur Ermittlung der nationalen Mannschaftstitelträger von Guyana im Badminton seit Anfang der 1970er Jahre ausgetragen. 1973 gab es bereits acht aktive Klubs im Land, welche an den Mannschaftsmeisterschaften teilnahmen. Der Mannschaftsmeister des Jahres 1973, Toucans B. C., stellte mit Keith Hendy, Yvonne Fernandes, William Holder und Ismay Holder auch alle Einzelmeister des Jahres. Zum 1973er Meisterteam gehörten weiterhin C. Thompson und der damalige Präsident der Verbandes Alan McG. Reid.

## Die Titelträger
| Saison    | Sieger       |             |
| --------- | ------------ | ----------- |
| 1972      | Toucans B.C. |             |
| 1973      | Toucans B.C. |             |
| 1974 2024 | keine Daten  | keine Daten |